# Râul Valea Micăului
Râul Valea Micăului este un curs de apă, afluent al râului Ciripicea. 

## Hărți
- Harta județului Satu Mare